# De Aar
De Aar (deutsch ‚Die Ader‘, nach einer Wasserader) ist mit 23.760 Einwohnern (Stand: 2011) eine der größten Städte der Provinz Nordkap in Südafrika.

## Religion
De Aar ist Sitz des römisch-katholischen Bistums De Aar. Die Diözese erstreckt sich nach Süden bis in die Gegend von Graaff-Reinet und im Norden bis Hopetown.

## Sehenswürdigkeiten
- Garten der Erinnerung – zu Ehren der gefallenen britischen Soldaten im Ersten Burenkrieg.
- Khoisan-Felsenstiche – diese können von den Bereichen Nooitgedacht und Brandfontein aus gesehen werden.

## Verkehr
Die Stadt ist einer der wichtigsten Eisenbahnknotenpunkte Südafrikas. Hier kreuzen sich die Bahnstrecke von Kapstadt über Kimberley nach Johannesburg und Pretoria und die Strecke von Windhoek über Upington nach Port Elizabeth und East London. 
Ferner führt im Süden des Stadtgebiets die Nationalstraße N10 von Ncanaha (bei Port Elizabeth) bis zur Grenze nach Namibia vorbei.

## Persönlichkeiten
Olive Schreiner (1855–1920), Autorin und Feministin, besaß ein Haus in De Aar und lebte dort zwischen 1907 und 1913. Das Haus wird mittlerweile als Restaurant genutzt.

## Bildergalerie

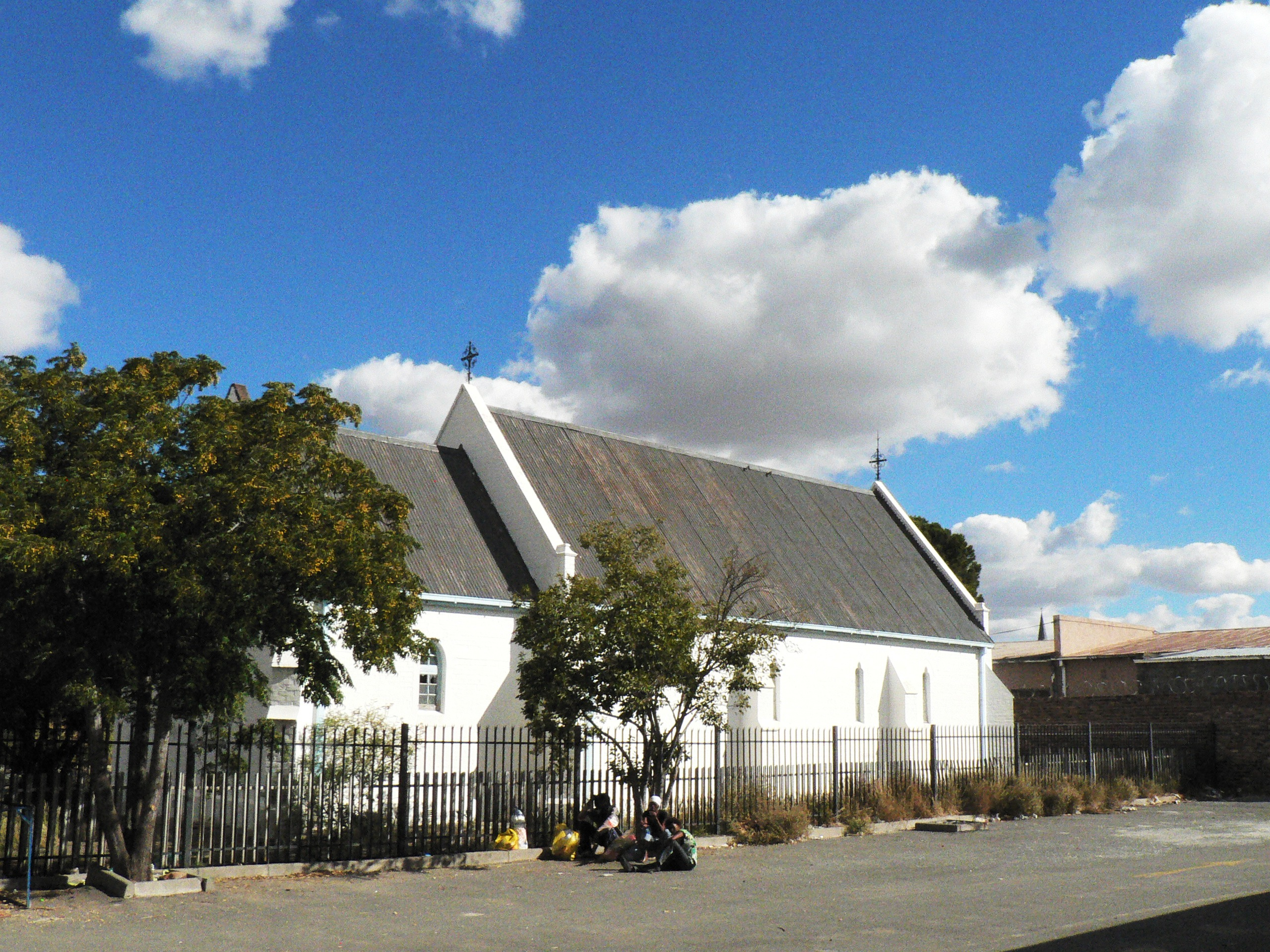
St. Pauls Church (2010)
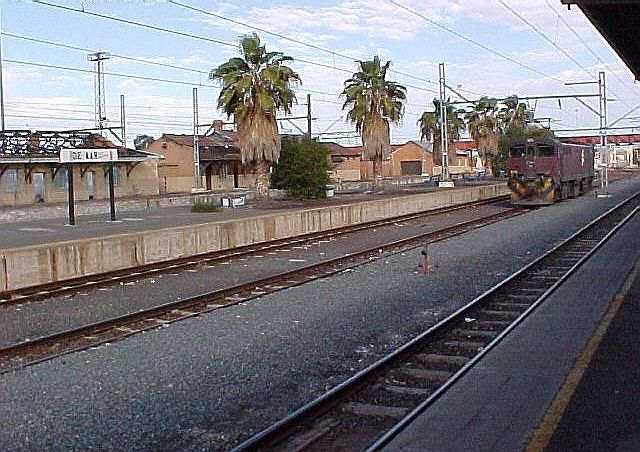
Bahnhof von De Aar (2005)
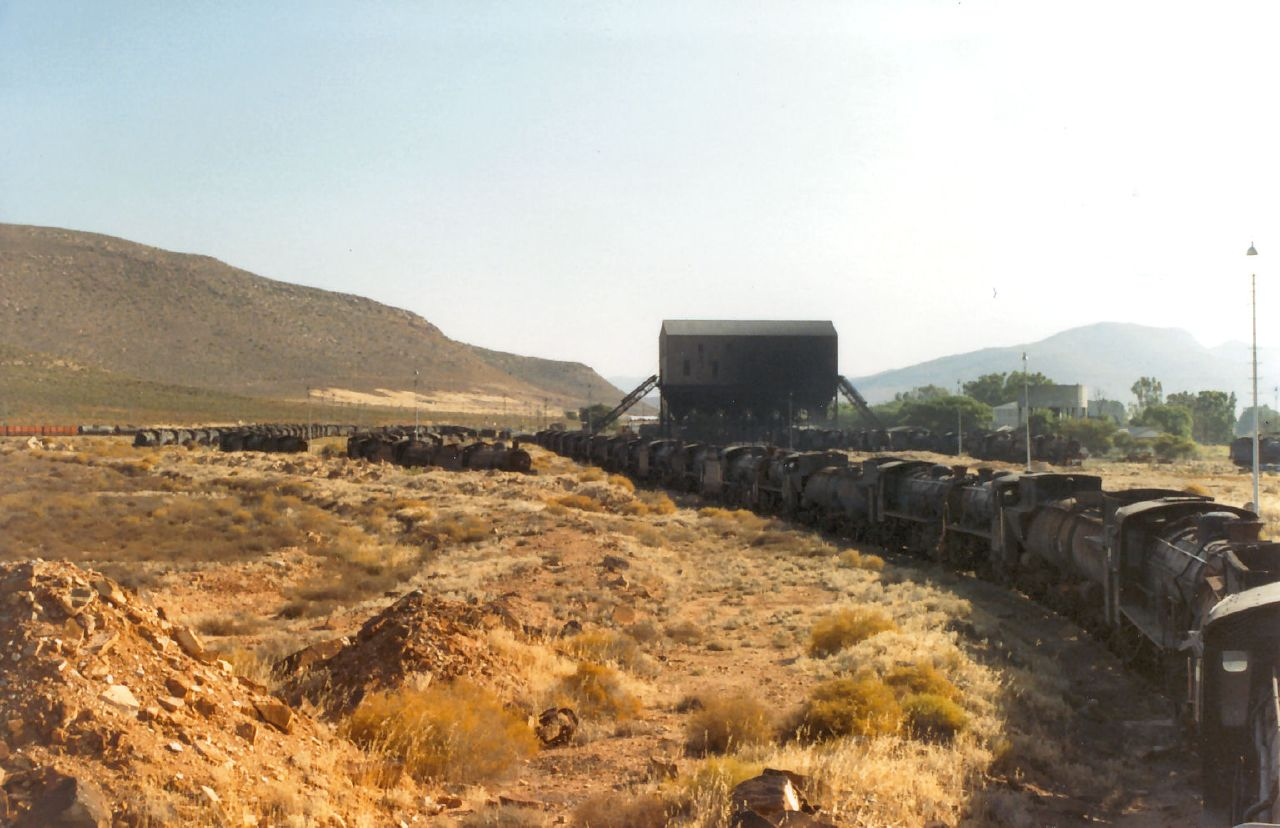
Dampflokomotivenfriedhof bei De Aar Junction (1984)